# Мейсън (окръг, Тексас)
Вижте пояснителната страница за други значения на Мейсън.
Окръг Мейсън (на английски: Mason County) е окръг в щата Тексас, Съединени американски щати. Площта му е 2410 km², а населението – 3953 души (2020). Административен център е град Мейсън.